# Cabral (ort)
Cabral är en ort i Dominikanska republiken.   Den ligger i provinsen Barahona, i den sydvästra delen av landet, 130 km väster om huvudstaden Santo Domingo. Cabral ligger 21 meter över havet och antalet invånare är 12 303. Den ligger vid sjön Laguna del Rincón.
Terrängen runt Cabral är varierad. Runt Cabral är det ganska tätbefolkat, med 104 invånare per kvadratkilometer. Närmaste större samhälle är Santa Cruz de Barahona, 13,1 km öster om Cabral. I omgivningarna runt Cabral växer huvudsakligen savannskog.